# 金京主
金炅注（：／ Kim Kyung Ju；1998年3月26日—），藝名為ELLA（韓語：엘라）。前藝名為未來（英語：Mirae），韓國女歌手，曾為韓國女子組合Cherry Bullet和PIXY的隊長。2019年12月13日，與FNC娛樂解除合約，退出組合並離開公司。2022年8月27日，ALLART娛樂宣布Ella退出PIXY並離開公司。

## 經歷
- 出道前，曾參加MBC的偉大的誕生2（朝鲜语：스타 오디션 위대한 탄생 2）。
- 2019年1月21日，作為Cherry Bullet成員身分，以首張單曲《Let's Play Cherry Bullet》正式出道。
- 2019年12月13日，與公司FNC娛樂解除專屬合約，退出Cherry Bullet。[2]
- 2020年6月3日，在個人Instagram宣布將以藝名「Ella」在新女團PIXY再次出道。
- 2022年8月27日，PIXY的經紀公司Allart Entertainment通過官方Fan Cafe發布聲明，Ella由於健康原因，活動負擔沉重以及個人原因，宣布離開團體[3]。

## 音樂作品
僅列出個人音樂作品，團體音樂作品請參考Cherry Bullet#音樂作品條目。

## 影視作品
僅列出未來個人影視作品，團體影視作品請參考Cherry Bullet#影視作品條目。

### 嘉賓出演
| 日期           | 電視台 | 節目名稱        |
| -------------- | ------ | --------------- |
| 2011年9月30日  | MBC    | 《偉大的誕生2》 |
| 2011年11月18日 | MBC    | 《偉大的誕生2》 |

## 外部連結
- 金京主的Instagram帳戶